# Högsten, Söderhamns kommun
Högsten är en bebyggelse i Trönö socken strax sydväst om Trönö i  Söderhamns kommun, Gävleborgs län. SCB avgränsade här en småort 1990 namnsatt till Del av Vi och Högsten. Vid avgränsningarna därefter uppfylldes inte kraven för att klassas som småort, förrän 2020 då den åter avgränsades som småort. Vid avgränsningen 2023 klassades området som en del av tätorten Trönö.